# Kamupárt
A kamupárt, bizniszpárt vagy rablópárt 2013 óta a sajtónyelvben és politikatudományban létező kifejezés, amely alatt az újonnan alapított, s a választáson pusztán a kampánytámogatás elnyerésének céljából elinduló pártok értendők. Az ezzel a kifejezéssel illetett pártok először a  2014-es magyarországi országgyűlési választásra alakultak.

## A jelenség oka
A második Orbán-kormány által hatályba léptetett 2011. évi CCIII. törvény módosította a rendszerváltás óta hatályban lévő választási rendszert. Az új törvény lényegesen egyszerűbbé tette a jelöltállítás folyamatát: amellett, hogy a névre szóló kopogtatócédula rendszerét eltörölték, egyéni képviselőjelöltté válhatott az a személy, aki legalább 500, az ajánló személyi számával és aláírásával ellátott ajánlószelvényt tudott összegyűjteni. Egy választópolgár érvényesen a lakóhelye szerinti választókerületben több jelöltet is támogathat. Az új választási eljárás azt is kikötötte, hogy egy személy – a függetleneken túl – csak párt jelöltje lehet (korábban helyi egyesületek és szervezetek is indíthattak jelölteket). Kampánytámogatásra minden jelölt fejenként egy millió forintban részesült, amelyet azonban a választás után vissza kellett fizetni az állami költségvetésbe, amennyiben a jelölt nem érte el az adott választókerületben leadott összes szavazat 1%-át. Az ellenzék szerint a Fidesz azért hajtotta végre ezeket a változtatásokat, hogy a sok kis párt indulásával megossza a vele szemben fellépő politikai erőket. Az egyidejűleg egyfordulóssá alakított választási rendszerben annak a lehetősége is megszűnt, hogy az esélyesebb pártok javára második fordulóban az esélytelenek jelöltjei visszalépjenek, így a rájuk leadott szavazatok végleg elvesztek.
Egy párt akkor állíthatott országos listát, ha – legalább 9 megyében és Budapesten – legalább 27 egyéni választókerületben önállóan jelöltet állított. A párt ekkor költségvetési támogatásra lett jogosult:  már 27 jelölttel is 149,25 millió, de 106 egyéni jelölt esetén akár 597 millió forint kampánytámogatást is lehetett kapni, amelynek elköltését nem szabták semmilyen feltételhez, az adott párt választási eredményességére sem tekintettel.

## A kamupárt meghatározása
Meghatározásuk jogilag és politikailag nehezen megfogható, ezért inkább gyakori jellemzőik alapján neveznek egyes pártokat kamupártnak. A legtöbb elemző és újságíró azokat a szervezeteket érti alatta, amelyek a választásokon kevesebb szavazatot kapnak, mint amennyi ajánlást a választás előtt megszereznek.
Fontos azonban megjegyezni, hogy mivel egy választópolgár több ajánlást is leadhat, nem válik automatikusan az adott párt potenciális szavazójává. Ezen módszer azért is megkérdőjelezhető, mert az Index.hu ebből kiindulva olyan korábbi parlamenti képviselettel rendelkező szerveződéseket is a kamupártok közé sorolt a 2014-es választás elemzésekor, mint a Független Kisgazdapárt (FKGP) vagy a politikai tevékenységet kifejtő A Haza Nem Eladó Mozgalom Párt. Utóbbi elnöke, Kásler Árpád több sajtóorgánum ellen pert nyert 2017-ben, amiért azok kamupártnak nevezték pártját.
Ezen kívül jellemző a kamupártokra, hogy a kampányidőszakon kívül tényleges politikai tevékenységet nem végeznek, hogy az ajánlási rendszerben szabálytalanul járnak el, illetve hogy nem rendelkeznek részleteiben kidolgozott választási programmal. 2018 márciusában több olyan esetre is fény derült, amikor egyes egyéni jelöltek támogatói ívén korábban elköltözött, elhunyt személy adatai, illetve másolt aláírása szerepelt.

## A választási törvény módosítása 2017-ben
Ha egy állami kampánytámogatásban részesülő párt az országgyűlési választáson egyszázalékos eredményt sem ér el, köteles visszafizetni az államtól kapott kampánypénzt – döntött az Országgyűlés a kampányfinanszírozási törvény módosításával.). 
A fideszes Gulyás Gergely és Répássy Róbert – kétharmados támogatást igénylő – előterjesztését 184 kormánypárti, szocialista és jobbikos igen szavazattal, 2 nem ellenében, 4 tartózkodás mellett fogadta el az Országgyűlés 2017. október 2-án.
A pártvezetők magánvagyonukkal felelnének. Ha fennáll a visszafizetési kötelezettség, és azt a párt határidőben nem teljesíti, akkor a törvény értelmében a vezető tisztségviselői állnak helyt egyetemlegesen a támogatás visszafizetéséért. A pártlistát állítóknak ezt még az állami támogatás folyósítása előtt nyilatkozatba kell foglalniuk, amelynek tartalmaznia kell a párt vezető tisztségviselőinek nevét és a vezető tisztségviselői jogviszony kezdő időpontját. A pártlista nyilvántartásba vételének jogerőssé válása és a visszafizetési kötelezettség keletkezésének időpontja között a vezető tisztségviselők körében bekövetkezett változás az egyetemleges helytállási kötelezettséget nem érinti, a követelés ezen időtartamon belül bármely vezető tisztségviselőtől követelhető.
Ha a párt a befizetési kötelezettségét határidőben nem teljesíti, a tartozást az államkincstár megkeresésére a Nemzeti Adó- és Vámhivatal hajtja be. Ha a párttól a pénz nem hajtható be, annak megfizetésére határozattal kötelezhetők a vezető tisztségviselők. Ha ők sem fizetik vissza időben, a kincstár megkeresésére a NAV intézkedik a vezető tisztségviselővel szemben a tartozás behajtása iránt. Az Állami Számvevőszék  az általános országgyűlési választást követő egy éven belül hivatalból ellenőrzi a támogatás felhasználását azoknál a pártoknál, amelyek a pártlistákra leadott összes érvényes szavazat legalább 1 százalékát megszerezték.
A törvényjavaslatban eredetileg az szerepelt, hogy  egy pártnak akkor kellett volna visszafizetnie az állami kampánytámogatást, ha rá leadott szavazatok száma a fél százalékot sem éri el.
A törvényalkotási bizottság ülésén azonban Bárándy Gergely országgyűlési képviselő (MSZP) indítványára szigorítást fogadtak el és egy százalékra emelték a küszöböt. Ugyancsak a törvényalkotási bizottság javaslatán alapul az a módosítás is, amely szerint a követelés bármely vezető tisztségviselőtől is behajtható.

## Következményei
A 2014-es országgyűlési választások során 14 kis párt összesen 4,2 milliárd forint állami támogatásban részesült. A 2018-as országgyűlési választások esetén a Transparency International 3 milliárd forintra becsülte azt az összeget, amit kamupártoknak fizet az állam.
Gulyás Márton közéleti aktivista 2019 áprilisában bemutatott Rablópártok című tényfeltáró dokumentumfilmjében igyekezett bemutatni a kamupártok hátterét, illetve a közreműködőket. A film szerint számos kamupárt egy nyíregyházi érdekeltségű körhöz, az egykori Magyar Szociális Zöld Pártot vezető Stekler Ottóhoz, Seres Mária férjéhez és Szepessy Zsolthoz, a szintén többször kamupártként aposztrofált és azóta megszűnt Összefogás Párt alapítójához kötődik. A filmben továbbá arra is választ kerestek miképp tudták ezek a kis pártok mindig sikeresen összegyűjteni az induláshoz szükséges választói ajánlásokat, ezt azzal válaszolták meg, hogy az ajánlások azon 600 ezer választónak a személyes adatain alapszik, akik még 2009-ben Seres Mária képviselői költségtérítést célzó népszavazási kezdeményezéséhez írtak alá, miután vélhetően ezeket az adatokat a törvény előírása ellenére nem semmisítették meg. A dokumentumfilm állítása szerint ez megmagyarázná a 2018-as ajánláshamisítást, és azt is miért kerültek ugyanekkor elhunytak nevei az ajánlóívekre. Az Állami Számvevőszék és az ügyészség nem reagált a közéleti aktivista megkereséseire és az általa bemutatott visszásságokra.
2020 januárjára ért véget a rendőrségi nyomozás egy állampolgári bejelentés alapján, akinek az aláírását 2018-ban 19 kamupárt ajánlóívén hamisították meg. A jelek szerint meglehetősen lagymatag nyomozás eredménytelenül zárult, miután indoklásuk szerint „a rendelkezésre álló adatok alapján megállapítható, hogy az ajánlóíveken szereplő hamis aláírások nem az ügyben szereplő gyanúsítottaktól származnak, valamint az eljárás során nem sikerült olyan adatot beszerezni, amely azt bizonyítaná, hogy a gyanúsított személyek tudata ténylegesen átfogta, hogy valótlan aláírásokat is tartalmazó aláírásgyűjtő íveket használnak fel, így az eljárás megszüntetésének van helye.”
2020 júliusában viszont különösen nagy értékű költségvetési csalás miatt emelt vádat a Szabolcs-Szatmár-Bereg Megyei Főügyészség egy házaspár, értesülések szerint Seres Mária és Stekler Ottó ellen, miután a 2014-es országgyűlési választások idején az akkor alapított SMS-párt kampánytevékenységére hivatkozva 117 millió forint állami támogatást használtak fel jogszerűtlenül.
2020 decemberében a Transparency International Magyarország közzétette a pártok és egyéni jelöltjeik 2018-as kampányköltéseinek tételes elszámolása alapján készült jelentését, melyben 10 kamupárt, a választáson elindult Családok Pártja, Iránytű Párt, Kell az Összefogás Párt, Tenni Akarás Mozgalom, Összefogás Párt, Medete Párt, Szegény Emberek Magyarországáért Párt, EU.ROM. Párt, Magyarországi Cigánypárt és Rend és Elszámoltatás Párt 410 millió forintnyi egyéni  jelöltekre fordítható kampányköltéseit vizsgálták. Az elszámoláshoz amúgy csak két év pereskedés útján sikerült hozzáférniük, ahogy korábban a 2014-es adatok megismeréséhez is bírósági eljárásra volt szükség. A szervezet jelentése szerint az  „igazi hungarikumoknak” nevezett kamupártokat a kormányzat tudatosan „rossz törvények megalkotásával” segített életre hívni, amely pártok költéseit érzékelhetően nem valódi politikai tevékenység motiválta, hanem csupán a kampányfinanszírozási pénz megszerzése, mely a hivatalos szervek visszakövetelési eljárásai mellett is könnyen megszerezhető „állami ajándékpénznek” látszik. Több párt esetében pedig a jogszerűen megindítható kártérítési eljárások elindításának sem volt jele. A kamupártok kampányköltéseiben több hasonló mintát láttak, úgy mint a teljes összeg egy cégnek kiszámlázása, irreleváns tevékenységi körű vagy referenciák nélküli beszállítók megbízása, frissen bejegyzett szervezet vagy párthoz kötődő személyek és vállalkozások megbízása.
Polt Péter főügyész 2021. június 22-i közleménye szerint a Fővárosi Főügyészség az Origo Párt Budapest 11. számú választókerületi jelöltje ellen emelt vádat választás rendje elleni bűntett miatt; az illető ajánlóívén a 2018-as országgyűlési választáson 31 hamis aláírás szerepelt.
2025-re már egy új módszer is feltűnt: a piramisjáték. Tatabányán még 2019-ben jött létre a Tea Párt Magyarország nevű kamupárt, ami hangzatos ígéretei ellenére sem indított képviselőket egy 2019 utáni választáson sem, majd ennek akkori főtanácsosa, Szaniszló László szervezte újra a pártot 2024-re Tea Párt Közösség néven, ami szintén nem indult se az az évi önkormányzati, se az európai parlamenti választáson sem. Ennek ellenére 2024-től kezdtek embereket beszervezni „adminisztratív munkára”, amihez 4320 forintot is elkértek „orvosi vizsgálat költségére” hivatkozva, majd több százezres fizetéssel kecsegtetve arra kérték őket, hogy szervezzenek be újabb embereket a párthoz, akik után majd megkapják ezeket a juttatásokat. Ezen felül a személyes adataikat is elkérték, ugyanakkor az ígért kifizetések a beszervezett emberek után hónapokkal később sem történtek meg, a becsapott emberek szerint ezért a fejenkénti 4320 forintjukon felül az adataik megszerzése állt a szervezet érdekében, amiket feltehetően értékesíteni kívánnak a 2026-os választásokra, ezekkel ugyanis hamis ajánlásokat lehet feltüntetni a választási ajánlóíveken.